# Leipalingis
Leipalingis (ryska: Лейпалингис) är en ort i Litauen. Den ligger i den södra delen av landet, 110 km sydväst om huvudstaden Vilnius. Leipalingis ligger 119 meter över havet och antalet invånare är 1 736.
Terrängen runt Leipalingis är platt. Runt Leipalingis är det ganska tätbefolkat, med 60 invånare per kvadratkilometer. Närmaste större samhälle är Druskininkai, 10,8 km sydost om Leipalingis. I omgivningarna runt Leipalingis växer i huvudsak barrskog.